# Massimiliano Murolo
Massimiliano Murolo (Nápoles, 8 de abril de 1988) es un deportista italiano que compite en esgrima, especialista en la modalidad de sable. En los Juegos Europeos de Bakú 2015 obtuvo una medalla de oro en la prueba por equipos.

## Palmarés internacional
| Juegos Europeos | Juegos Europeos   | Juegos Europeos | Juegos Europeos   |
| Año             | Lugar             | Medalla         | Prueba            |
| --------------- | ----------------- | --------------- | ----------------- |
| 2015            | Bakú (Azerbaiyán) | Medalla de oro  | Sable por equipos |